# 何瑋
何玮（1245年—1310年），字仲韫，易州易县（今河北省易县）人，元朝大臣，元成宗时中书左丞。

## 生平
金朝末年随父何伯祥归附蒙古军。父何伯祥、兄何瑛，均死于对宋战争。袭职知易州，镇亳州。元世祖至元十一年（1274年），从伯颜围襄樊，与阿术击败宋将夏贵。担任太平路军民达鲁花赤、两淮都转运使。至元十八年（1281年），擢升为参议中书省事。出任江浙按察使、大名路总管、湖南宣慰使。至元三十一年（1294年），元成宗即位，拜中书参知政事。当时中书宰执有十一人，何玮上奏请裁减。不得允准，于是请辞官。大德七年（1303年），授御史中丞，上奏当世要务十条，请京师孔子庙旁建国学。元武宗即位，至大元年（1308年），转任太子詹事，兼卫率使，又拜中书左丞、平章政事，商议中书省事。反对设置尚书省和改易钞法，罢出为河南行省平章政事，佩金虎符，提调屯田事。何玮至开封，建诸葛亮祠，立书院。至大三年（1310年），改河南行尚书省平章政事。去世后，赠太傅、开府仪同三司、上柱国，追封梁国公，谥号文正。

## 延伸阅读
[在维基数据编辑]
 《新元史/卷148》，出自柯劭忞《新元史》